# Nàvoloki
Nàvoloki - Наволоки (rus) - és una ciutat de l'óblast d'Ivànovo, a Rússia. El 2018 tenia 9.374 habitants.